# ДНК-туризм
ДНК-туризм(англ. DNA tourism, також genealogy tourism) - вид туризму, що спрямований на відвідування та дослідження місць, пов'язаних з походженням особи. Даний вид туризму допомагає особі дослідити та пізнати етнічне походження та відвідати місця проживання предків. 

## Історія
ДНК-туризм - доволі новий вид туризму, що зародився в 21 ст. Пов'язано з активним попитом на генетичні тести, які стали доступними: 23andMe, AncestryDNA, MyHeritage, тощо. Люди прагнуть віднайти своє коріння та пізнати походження, тому туристичні компанії пропонують різні способи пізнання місць для дослідження родоводу. 

## Характеристика
ДНК-туризм характеризується відвідуванням потенційних місць, що можуть розповісти про предків. Наприклад: кладовища, місця поховання, відвідування пдалеких родичів, та інших місць, що певним чином пов'язані із родинним минулим. 

## Географія
Найбільшу популярність ДНК-туризму спостерігають в Ірландії, Італії, Польщі, Скандинавії, Захдній Африці, Україні, Литві, Білорусі. Дані регіони зазнали великих хвиль міграції, тому люди прагнуть пізнати своє походження. 

## ДНК-туризм та комерція
Популярність генетичних тестів, що дозволяють людям пізнати своє походження, призвела до поширення даного виду туризму. Тому зрозло також партнерсво між лабораторіями, що роблять даного виду тести, та туристичними компаніями, що можуть запропонувати подорож. 